# Pseudoschizogoniidae
De Pseudoschizogoniidae zijn een familie van uitgestorven weekdieren uit de klasse van de Gastropoda (slakken).

## Geslacht
- Pseudoschizogonium Kutassy, 1937 †